# 野扇花
野扇花（学名：Sarcococca ruscifolia）是黄杨科野扇花属的植物，是中国的特有植物。分布于中国大陆的云南、贵州、甘肃、湖北、湖南、四川、陕西、广西等地，生长于海拔200米至2,600米的地区，多生长在林下、山坡以及沟谷中，目前尚未由人工引种栽培。

## 别名
清香桂（云南植物志）